# Thomas Frank (entrenador)
Thomas Frank (Frederiksværk, Región Capital, Dinamarca; 9 de octubre de 1973) es un entrenador de fútbol danés. Actualmente dirige al Tottenham Hotspur de la Premier League.
Después de 18 años como entrenador juvenil, que incluyó períodos en la dirección de varios equipos juveniles daneses, Frank se convirtió en entrenador del Brøndby IF en 2013. Después de su partida en 2016, se mudó al Brentford como entrenador asistente y fue ascendido al papel de entrenador principal en octubre de 2018. Al final de la temporada 2020-21, Frank se convirtió en el segundo entrenador del club en lograr el ascenso a la máxima categoría del fútbol inglés.

## Trayectoria

### Inicios
Frank obtuvo una licenciatura en Educación Física por el Instituto de Medicina del Deporte de Copenhague en 1999 y estudió psicología del deporte y liderazgo basado en el entrenamiento en la misma institución entre 2002 y 2005. También trabajó en un jardín de infantes y luego enseñó en Ishøj Business College en 2004.

### Dinamarca
Después de una corta carrera como jugador en el fútbol amateur como mediocampista, Frank comenzó su carrera como entrenador con los equipos U8 y U12 en Frederiksværk BK. Se mudó a Hvidovre IF en 1998, Boldklubben af 1893 en 2005 y Lyngby BK en 2006. En julio de 2008, Frank fue nombrado entrenador de los equipos sub-16 y sub-17 de Dinamarca. En 2011, llevó al equipo Sub-17 a la final del Campeonato de Europa Sub-17 por primera vez en ocho años (avanzando a las semifinales antes de perder 2-0 ante Alemania) y a su primera Copa Mundial Sub-17, en la que el equipo fue eliminado en la fase de grupos. Frank fue ascendido al puesto de entrenador de la sub-19 de Dinamarca en julio de 2012, pero no logró clasificarse para el Campeonato de Europa Sub-19 de 2013. Durante el tiempo que trabajó para la DBU, Frank también actuó como director técnico durante un partido sub-18 no oficial en 2010 y presidió un partido sub-20 en 2012, cubriendo a Morten Wieghorst.

### Brøndby IF
Frank fue nombrado entrenador del club de la Superliga danesa Brøndby IF el 10 de junio de 2013, su primer puesto en el fútbol profesional. Logró el cuarto y tercer puesto respectivamente en las temporadas 2013-14 y 2014-15, lo suficientemente alto como para clasificarse para las etapas de clasificación de la Europa League, pero no logró llevar al club a la fase de grupos en ninguna de las temporadas. Frank renunció el 9 de marzo de 2016 después de recibir críticas del presidente Jan Bech Andersen, bajo un seudónimo, en un foro de seguidores en línea.

### Brentford
El 9 de diciembre de 2016, Frank se mudó a Inglaterra para unirse al Brentford como entrenador asistente junto con Richard O'Kelly. Firmó un contrato de 2 1⁄2 años. En febrero de 2018, firmó un nuevo contrato, que se extendería hasta el final de la temporada 2019-20. El 16 de octubre de 2018, después de la partida del entrenador Dean Smith, se anunció que Frank sería su reemplazante. Se hizo cargo de un club sacudido por la reciente muerte del director técnico Robert Rowan y tuvo un comienzo difícil en su mandato, ganando solo uno de sus primeros 10 encuentros, antes de estabilizar la forma del equipo después de un cambio a una formación 3-4-3. Guio al club a la quinta ronda de la FA Cup y a un puesto N°11 en el Championship al final de la temporada 2018-19.
Después de un comienzo desigual de la temporada 2019-20 y de volver a una formación 4-3-3, 10 puntos en cinco partidos en octubre de 2019 hicieron que Frank fuera nominado para el premio Championship Manager of the Month. Con Brentford en los lugares de play-offs, Frank y su asistente Brian Riemer firmaron nuevos contratos de 3+1⁄2 años en enero de 2020. Después del reinicio de la temporada, un junio invicto le sirvió a Frank el premio Championship Manager of the Month y llevó al equipo a la final de los play-offs, donde cayeron ante sus rivales del oeste de Londres, Fulham.
Frank alcanzó los 100 partidos como técnico del Brentford a finales de octubre de 2020; en ese momento tenía el porcentaje de victorias más alto de cualquier entrenador del club con un mandato de 100 partidos o más. Después de una carrera hacia la primera aparición del club en las semifinales de la Carabao Cup, Frank logró que el equipo obtuviera un segundo tercer puesto consecutivo en el Championship durante la temporada 2020-21. Sus dirigidos fueron mejores que la temporada anterior durante los play-offs, ganando el ascenso a la Premier League después de una victoria por 2-0 sobre el Swansea City en la final de los play-offs. El ascenso lo convirtió en el segundo entrenador del Brentford en obtener el ascenso a la máxima categoría, después de que Harry Curtis lograse el campeonato de Segunda División en 1934-35.
A mitad de la temporada 2021-22, con el Brentford en el puesto 14 en la tabla de la Premier League, 9 puntos por encima de la zona de descenso, Frank y su asistente Brian Riemer firmaron extensiones de contrato de 3 años y medio el 21 de enero de 2022. El club finalizaría 13° en su primera temporada. En octubre de 2022, Frank logró la hazaña de haber ganado en más de sus primeros 200 partidos que cualquier entrenador de Brentford. El asistente de Frank, Brian Riemer, dejó su cargo el 2 de diciembre de 2022 y fue reemplazado tres días después por Claus Nørgaard, quien anteriormente había trabajado como su asistente en DBU y Brøndby IF. En Nochebuena de 2022, Frank firmó un nuevo contrato de 4 1⁄2 años.

### Tottenham Hotspur
El 12 de junio de 2025, fue anunciado como entrenador del Tottenham Hotspur hasta 2028.

## Clubes
| Club                             | País       | Año       |
| -------------------------------- | ---------- | --------- |
| Frederiksværk BK (Inferiores)    | Dinamarca  | 1995-1998 |
| Hvidovre IF (Inferiores)         | Dinamarca  | 1998-2004 |
| Boldklubben af 1893 (Inferiores) | Dinamarca  | 2005      |
| Lyngby BK (Inferiores)           | Dinamarca  | 2006-2008 |
| Selección sub-16 de Dinamarca    | Dinamarca  | 2008-2011 |
| Selección sub-17 de Dinamarca    | Dinamarca  | 2008-2012 |
| Selección sub-19 de Dinamarca    | Dinamarca  | 2012-2013 |
| Brøndby IF                       | Dinamarca  | 2013-2016 |
| Brentford                        | Inglaterra | 2018-2025 |
| Tottenham Hotspur                | Inglaterra | 2025-Act. |

## Estadísticas como entrenador
| Equipo                       | Div.                | Temporada           | Liga | Liga | Liga | Liga | Liga |    | Copa | Copa | Copa | Copa |   | Internacional | Internacional | Internacional | Internacional | Internacional |   | Otros | Otros | Otros | Otros |     | Totales     | Totales | Totales | Totales | Totales | Totales | Totales | Totales |
| Equipo                       | Div.                | Temporada           | PD   | G    | E    | P    | Pos. | PD | G    | E    | P    | PD   | G | E             | P             | Pos.          | PD            | G             | E | P     | PD    | G     | E     | P   | Rendimiento | GF      | GC      | Dif.    |         |         |         |         |
| ---------------------------- | ------------------- | ------------------- | ---- | ---- | ---- | ---- | ---- | -- | ---- | ---- | ---- | ---- | - | ------------- | ------------- | ------------- | ------------- | ------------- | - | ----- | ----- | ----- | ----- | --- | ----------- | ------- | ------- | ------- | ------- | ------- | ------- | ------- |
| Brøndby IF Dinamarca         | 1.ª                 | 2013-14             | 33   | 13   | 13   | 7    | 4.º  | 1  | 0    | 0    | 1    | -    | - | -             | -             | -             | -             | -             | - | -     | 34    | 13    | 13    | 8   | 50.99%      | 48      | 40      | +8      |         |         |         |         |
| Brøndby IF Dinamarca         | 1.ª                 | 2014-15             | 33   | 16   | 7    | 10   | 3.º  | 3  | 2    | 0    | 1    | 2    | 0 | 0             | 2             | 3.ªR          | -             | -             | - | -     | 37    | 18    | 7     | 13  | 54.96%      | 50      | 40      | +10     |         |         |         |         |
| Brøndby IF Dinamarca         | 1.ª                 | 2015-16             | 20   | 9    | 5    | 6    | Inc. | 3  | 3    | 0    | 0    | 8    | 3 | 4             | 1             | 4.ªR          | -             | -             | - | -     | 31    | 15    | 9     | 7   | 58.07%      | 55      | 31      | +24     |         |         |         |         |
| Brøndby IF Dinamarca         | Total               | Total               | 86   | 38   | 25   | 23   | -    | 7  | 5    | 0    | 2    | 10   | 3 | 4             | 3             | -             | -             | -             | - | -     | 103   | 46    | 29    | 28  | 54.05%      | 153     | 111     | +42     |         |         |         |         |
| Brentford Inglaterra         | 2.ª                 | 2018-19             | 34   | 13   | 7    | 14   | 11.º | 4  | 2    | 1    | 1    | -    | - | -             | -             | -             | -             | -             | - | -     | 38    | 15    | 8     | 15  | 46.49%      | 61      | 53      | +8      |         |         |         |         |
| Brentford Inglaterra         | 2.ª                 | 2019-20             | 46   | 24   | 9    | 13   | 3.º  | 3  | 1    | 1    | 1    | -    | - | -             | -             | -             | 3             | 1             | 0 | 2     | 52    | 26    | 10    | 16  | 56.41%      | 86      | 44      | +42     |         |         |         |         |
| Brentford Inglaterra         | 2.ª                 | 2020-21             | 46   | 24   | 15   | 7    | 3.º  | 8  | 4    | 2    | 2    | -    | - | -             | -             | -             | 3             | 2             | 0 | 1     | 57    | 30    | 17    | 10  | 62.57%      | 96      | 53      | +43     |         |         |         |         |
| Brentford Inglaterra         | 1.ª                 | 2021-22             | 38   | 13   | 7    | 18   | 13.º | 6  | 4    | 0    | 2    | -    | - | -             | -             | -             | -             | -             | - | -     | 44    | 17    | 7     | 20  | 43.94%      | 65      | 65      | +0      |         |         |         |         |
| Brentford Inglaterra         | 1.ª                 | 2022-23             | 38   | 15   | 14   | 9    | 9.º  | 3  | 1    | 1    | 1    | -    | - | -             | -             | -             | -             | -             | - | -     | 41    | 16    | 15    | 10  | 51.22%      | 61      | 48      | +13     |         |         |         |         |
| Brentford Inglaterra         | 1.ª                 | 2023-24             | 38   | 10   | 9    | 19   | 16.º | 4  | 0    | 2    | 2    | -    | - | -             | -             | -             | -             | -             | - | -     | 42    | 10    | 11    | 21  | 32.54%      | 60      | 71      | -11     |         |         |         |         |
| Brentford Inglaterra         | 1.ª                 | 2024-25             | 38   | 16   | 8    | 14   | 10.º | 5  | 2    | 1    | 2    | -    | - | -             | -             | -             | -             | -             | - | -     | 43    | 18    | 9     | 16  | 48.84%      | 72      | 63      | +9      |         |         |         |         |
| Brentford Inglaterra         | Total               | Total               | 278  | 115  | 69   | 94   | -    | 33 | 14   | 8    | 11   | -    | - | -             | -             | -             | 6             | 3             | 0 | 3     | 317   | 131   | 77    | 109 | 49.42%      | 501     | 397     | +104    |         |         |         |         |
| Tottenham Hotspur Inglaterra | 1.ª                 | 2025-26             | 1    | 1    | 0    | 0    | -    | 0  | 0    | 0    | 0    | 0    | 0 | 0             | 0             | -             | 1             | 0             | 1 | 0     | 2     | 1     | 1     | 0   | 66.67%      | 5       | 2       | +3      |         |         |         |         |
| Tottenham Hotspur Inglaterra | Total               | Total               | 1    | 1    | 0    | 0    | -    | 0  | 0    | 0    | 0    | 0    | 0 | 0             | 0             | -             | 1             | 0             | 1 | 0     | 2     | 1     | 1     | 0   | 66.67%      | 5       | 2       | +3      |         |         |         |         |
| Total en su carrera          | Total en su carrera | Total en su carrera | 365  | 154  | 94   | 117  | -    | 40 | 19   | 8    | 13   | 10   | 3 | 4             | 3             | -             | 7             | 3             | 1 | 3     | 422   | 179   | 107   | 136 | 50.87%      | 659     | 510     | +149    |         |         |         |         |
| 1. 2. 3.                     |                     |                     |      |      |      |      |      |    |      |      |      |      |   |               |               |               |               |               |   |       |       |       |       |     |             |         |         |         |         |         |         |         |

### Resumen por competiciones
| Competición                  | Partidos | Ganados | Empatados | Perdidos | %      | Resultado        |
| ---------------------------- | -------- | ------- | --------- | -------- | ------ | ---------------- |
| Superliga de Dinamarca       | 86       | 38      | 25        | 23       | 53.88% | 3.er lugar       |
| Copa de Dinamarca            | 7        | 5       | 0         | 2        | 71.43% | Cuartos de final |
| EFL Championship             | 132      | 64      | 31        | 37       | 56.31% | 3.er lugar       |
| Premier League               | 153      | 55      | 38        | 60       | 44.23% | 9.º lugar        |
| FA Cup                       | 14       | 5       | 2         | 7        | 40.47% | Tercera ronda    |
| EFL Cup                      | 19       | 9       | 6         | 4        | 57.9%  | Semifinales      |
| Liga de Campeones de la UEFA | 0        | 0       | 0         | 0        | 0%     | En disputa       |
| Liga Europea de la UEFA      | 10       | 3       | 4         | 3        | 43.33% | Cuarta ronda     |
| Supercopa de la UEFA         | 1        | 0       | 1         | 0        | 33.33% | Subcampeón       |
| Total                        | 422      | 179     | 107       | 136      | 50.87% | Sin títulos      |